# 軒尼詩道官立小學
軒尼詩道官立小學（英語：Hennessy Road Government Primary School）是香港的一家小學，位於灣仔譚臣道169號，於1949年開辦，舊稱「軒官」或「軒上」。學校有三個門口，在2015年9月變為全日制。
在2017香港最具教育競爭力小學50強龍虎榜中排名第28位。

## 學校歷史
學校位置的前身在第二次世界大戰期間，1941年香港淪陷前為一所救世軍的施食廠。
軒尼詩道官立小學於1949年9月15日開辦，當時只是一座兩層高的樓房，有12個課室，一個木工室，一個家政室和一個尚算合標準的禮堂。學生多是電車、電話和英美菸草公司工人的子弟。由於正值第二次世界大戰後，香港經濟正待復甦，當時的勞工家庭，生活相當清苦，部分學生除上學外，課餘更要幹粗活，幫助家計，因此學生程度較為參差。
教育署除了將校舍分成上、下午部招收學生外，又撥給羅富國師資學院校友會，籌辦夜間小學，專門收錄超齡失學青少年入讀，這間夜校自1950年至校舍重建才停辦。當時課程編排，術科（工藝）所佔的課節比重大，木工及家政科每星期有12節，超過總節數百分之30。副校長潘如珍女士憶述：由於當時學生多是勞工子弟，因此課程偏重於技術培養，老師為了配合教學需要，還要進修理髮、補鞋、烹飪、裁剪和木工等工藝課程。
1960年代初，收生範圍逐漸擴大，學生來自不同階層，因此校方亦逐步將技術科目節數比重減輕，使與一般小學課程相近。後期由於入讀人數日多，校舍不夠用，教育部門決定重建校舍。1962年7月至1963年9月期間，全校學生借讀於呂祺小學（現呂祺教育中心），以方便施工。1963年9月25日新校落成啟用，計有課室30間，另設操場及特別室，全部符合標準校舍要求。
該校於1978年引入「活動教學」，之後該校於1993年及1994年相繼推行「學校管理新措施」和「學校行政及管理系統」。1995年，該校於一年級採用「目標為本課程」。同年，該校與教育署電腦網路連繫成功，處理學校資料更為方便。此外，該校資訊科技小組亦於1998年成立，協助老師利用資訊科技授課。
由於學校位處鬧市，屢受噪音困擾，歷任校長不斷向有關部門反映，校舍兩翼課室得以先後裝置雙重隔聲玻璃及冷氣機，學習環境得以改善。1998年5月、2016年8月和2017年8月，該校再推行擴建校舍新翼工程，一樓為教員休息室、校長室、茶水間、及輔導室，二樓為活動室及洗手間，三樓為教員室A、教員室B，四樓為圖書館及洗手間，至於舊翼部分課室則改為學生活動室、接見室及電腦室。
2011年9月30日晚上以公平、公正、公開方式，由學校管理委員會主席抽籤，終決定下午校遷往銅鑼灣東院道校舍，上午校則留在原址。

## 教職員
校有教職員60多位包含校長和圖書館主任、書記、辦公室助理、工友等12位。

## 歷任校監
- 應耀康先生[2]

## 歷任校長
- 莫紉蘭女士（1984年 - 1994年）
- 何鄧淑芬女士（1994年9月 - 2004年8月）[2]
- 廖吳嘉儀女士（2004年9月 - 2013年8月）
- 謝寶珠女士（2013年9月 - 2016年8月）
- 陳艷祝女士（2016年9月 - 2022年8月）
- 梁靜宜女士（2022年9月 - ）

## 官立中學的聯繫
聯繫之官立中學有皇仁書院、庇理羅士女子中學、鄧肇堅維多利亞官立中學、 金文泰中學及何東中學。

## 入學須知

### 一年級新生
每年九月，家長將教育局派發的表格交回本校，凡有兄／姊在本校*就讀或父／母在本校*就職的申請人必獲取錄，約佔全校小一學額３０％，未能用盡的學額，將交回教育局根據「計分辦法準則」中央處理。如有不足之數，會以原本預留作統一派位的學額填補。凡父／母／兄／姊為本校*畢業生或申請人是／不是首名出生子女，其申請將交回教育局根據「計分辦法準則」中央處理，所佔學額不少於全校小一學額的２０％，本校將不會進行任何形式的筆試或面試。一切收生程序及準則均依照教育局指示辦理。十一月中旬公佈自行分配學位結果後，本校為新生辦理註冊手續。另外，部份學生亦會在一月經小一學位分配組的中央分配辦法獲派到本校，於六月間辦理註冊手續。

### 插班生
校方會因應學位空缺情況而決定是否進行招考各年級的插班生。

## 學校運作

### 上課時間
- 星期一至星期五：上午7時55分至下午2時55分

### 測考制度
- 按照成績平均分班

### 校車服務
- 為學生安排多條校車線，校車委員會負責監管校車公司，以確保校車公司提供完善的學童接載服務。

## 著名校友
- 林卓楠
- 陳文駿（著名加州會計師、知名藝人、歌手、演員、香港第27屆愛心獎得主）
- 陳家樑（著名北角碼頭巴士獵人、TVB業餘巴士迷總會榮譽主席）
- 江美儀：香港女藝人
- 黃仁龍：香港特別行政區第二任律政司司長

## 外部連結
- 軒尼詩道官立小學 （页面存档备份，存于）
- 軒尼詩道官立小學 基本資料 （页面存档备份，存于）